# ماروین هیتس
ماروین هیتس (آلمانی: Marwin Hitz؛ زادهٔ ۱۸ سپتامبر ۱۹۸۷) بازیکن فوتبال اهل سوئیس است.
از باشگاه‌هایی که در آن بازی کرده‌است می‌توان به وولفسبورگ، آگسبورگ و بروسیا دورتموند اشاره کرد.
وی همچنین در تیم ملی فوتبال سوئیس بازی کرده‌است.